# دنی موریسون (جمهوری‌خواه ایرلندی)
دانیال جرارد موریسون (Daniel Gerard Morrison) (متولد ۹ ژانویه ۱۹۵۳)،‏ عضو سابق ارتش موقت جمهوری‌خواه ایرلند (IRA)، نویسنده و فعال ایرلندی است که در جریان کشمکش‌های عمومی در ایرلند شمالی نقش مهمی را در راستای چالش‌های این کشور ایفا نمود. موریسون به عنوان یک جمهوری‌خواه ایرلندی، همچنین مدیر نشریات سابق حزب شین فین و سردبیر مجله جمهوری‌خواه نیوز (Republican News) و هفته‌نامه جمهوری (An Phoblacht) بود. او به عنوان دبیر گروه بابی ساندز تراست نیز اجراء وظیفه کرد و اکنون رئیس فستیوال اجتماعی (Féile an Phobail)، بزرگ‌ترین فسیتوال هنرهای اجتماعی در ایرلند است.

## زندگی‌نامه

### اوایل زندگی
موریسون در ۹ ژانویه ۱۹۵۳ در شهر اندرسون تاون، بلفاست، از شهرهای به شدت ملت‌گرا ایرلند، در خانواده دانیال و سوزان موریسون چشم به جهان گشود. پدرش به عنوان نقاش در شرکت کشتی سازی هارلند و ولف در بلفاست شرقی کار می‌کرد. موریسون‌ها از خانواده‌ای به شدت جمهوری‌خواه بودند که از اساساً جاده مسیرین در بلفاست غربی منشأ گرفته‌اند. برادر او به‌خاطر دخیل بودن در مبارزات شمالی ارتش موقت ایرلند در سال ۱۹۴۰ زندانی شد؛ هری وایت، برادر او از داوطلبان برجسته ارتش موقت ایرلند و از نسل قبلی این خانواده بود. موریسون در سال ۱۹۶۶ به حزب شین فین پیوست و در راستای سازمان‌دهی پنجاهمین سال‌یاد «قیام عید پاک» (Easter Rising) در بلفاست کمک و همکاری نمود. در آن زمان، او سپس تذکر داد «تا آنجاییکه ما نگران بودیم، به‌صورت مطلق چانسی برای ظهور دوباره ارتش موقت جمهوری‌خواه ایرلند وجود نداشت. آن‌ها مواردی بودند که در کتاب‌های تاریخ وجود داشتند».

### ارتش موقت جمهوری‌خواه ایرلند شمالی
پس از آشوب‌های سال ۱۹۶۹ در ایرلند شمالی که در آن مناطق نشنلست بلفاست مورد حمله قرار گرفت و سوزانده شد، موریسون به ارتش موقت جمهوری‌خواه ایرلند که تازه تأسیس شده بود، پیوست. او معتقد بود که «ارتش موقت جمهوری‌خواه ایرلند عمداً به نابودی کشانیده شده بود تا این‌که اوت ۱۹۶۹ فرا رسید، دفاع از [مناطق نشنلست] اندک بود یا هیچ دفاعی وجود نداشت…[بنابرین] یک دوره جدیدی ارتش موقت جمهوری‌خواه ایرلند رقم خورده بود تا اطمینان حاصل شود که نشنلست‌ها دوباره هرگز بدون دفاع رها نخواهند شد». بعد از آن، او مشغول فعالیت‌های مخفی حزب جمهوری‌خواه شد ولی در اواخر ۱۹۷۱ به تحصیلات خود در کالج مطالعات بازرگانی بلفاست ادامه داد و در آنجا به عنوان ویرایش‌گر مجله دانشجویان کار می‌کرد. موریسون در سال ۱۹۷۲ به دلیل فعالیت‌های نظامی و سیاسی‌اش زندانی شد.

### فعالیت سیاسی
استعداد و توانایی موریسون در زمینه نویسندگی و کار نشراتی به سرعت در میان جنبش جمهوری‌خواه پخش و شناسایی شد. پس از این‌که او در سال ۱۹۷۵ از زندان آزاد گردید، بیلی مک‌کی مسؤل ارتش موقت جمهوری‌خواه ایرلند در بلفاست، او را به عنوان سردبیر مجله «جمهوری‌خواه نیوز» تعیین نمود. او در این مجله، بسیاری سیاست‌های دیرینه جنبش، مشخصاً برنامه «ایرلند جدید» را مورد انتقاد قرار داد که از ایرلند فدرال متحد با خودمختاری اولستر حمایت می‌کرد. در آن زمان، او با جمعی از جمهوری‌خواهان جوان و چپ‌گرایی بلفاست به رهبری جری آدامز یک‌دست شد که می‌خواستند استراتژی، تکتیک‌ها و رهبری ارتش موقت ایرلند و حزب شن فین را تغییر دهند. موریسون به‌صورت اخص اعتقاد داشت که آتش‌بس سال ۱۹۷۵ ارتش موقت جمهوری‌خوا ایرلند «فاجعه» بود؛ به ویژه، منتقد قتل سایر جمهوری‌خواهان و غیرنظامیان پروتستانت از سوی ارتش موقت جمهوری‌خواه ایرلند بود.

### نویسندگی
موریسون پس از سال ۱۹۸۹ چندین رمان و نمایش‌نامه را دربارهٔ موضوعات مرتبط با جمهوری‌خواهی و حوادث تاریخ معاصر بلفاست منتشر کرده‌است. آخرین نمایش‌نامه او تحت نام «مرد عوضی» در سال ۲۰۰۵ به نمایش گذاشته شد. این فیلم بر اساس کتاب او با همین نام در سال ۱۹۹۷ ساخته شد که روایت‌گر زندگی یک مرد ارتش موقت جمهوری‌خواه ایرلند است که همکارانش بر او شک می‌کنند که او برای پلیس کار می‌کند.
نخستین رمان او، بلفاست غربی، را این‌گونه توصیف کرده‌اند: دلیل به تصویر کشیدن صادقانه‌اش از درگیری که به‌صورت گسترده از سوی افراد خارج از این درگیری و اندک از سوی افراد دخیل در درگیری نوشته شده‌است، حایز اهمیت می‌باشد… این احتمالاً نخستین‌بار است که یک جمهوری‌خواه ایرلندی معاصر تلاش می‌کند تا آنچه را که جامعه‌اش تحت ظلم و استبداد بریتانیا سپری کرده‌است در قالب رومان نقل کند. دومین کتاب او تحت نام «در پشت پرستو» روایت‌گر روابط همجنس‌گرایی، ضرر و تابوی ماحول این‌چنین روابط در جریان تنش‌ها در ایرلند شمالی و رفتار پلیس سلطنتی با هم‌جنس‌گراهای مرد می‌باشد. آخرین اثر اصلی او تحت نام «ستون‌های شورشی» در سال ۲۰۰۴ منتشر شد و پس از آن اثر دیگری او به‌نام «اعتصاب غذایی» به نشر رسید که شامل همکاری‌ها، اشعار و داستان‌های از کریستی مور و اولیک اکارنر توأم با دیدگاه جهانی دربارهٔ اعتصاب غذایی یک مرد ایرانی بود که در بلانکیت (The Blanket) منتشر شد.
منتقد مجله بلفاست تلگراف (The Belfast Telegraph) در سومین کتاب‌اش نوشت که کتاب مرد عوضی (۱۹۹۷) «باید یکی از مهم‌ترین کتاب‌ها در زمینه مشکلات در نظر گرفته شود» از سوی هم مجله ساندی تایمز (Sunday Times) آن را «اثری قدرت‌مند و پیچیده‌ای داستان سرایی (storytelling) نامید. این کتاب در اثر «همدم آکسفورد در ادبیات ایرلند» (Oxford Companion to Irish Literature) نیز مورد بحث قرار گرفته و آن را «یادگار قدرت‌مندی از خیانت، فریب و گناه» خوانده‌است. این کتاب در نمایش‌نامه‌ای به تصویر کشیده شده‌است که در سال ۲۰۰۵ در لندن تولید شد.
چهارمین کتاب او تحت عنوان پس دیوارها فروریختند: مجله زندان(۱۹۹۹) در مجله ایرلند تایمز (Irish Times) به عنوان سند انسانی قابل توجه توصیف شده و با کتاب بورستل بای ('Borstal Boy) اثری از برندان بین مقایسه شد. در مطلب دیگری در همین مجله آن را یکی از مهم‌ترین کتاب‌های نوشته شده در درگیری ایرلند شمالی… روایتی کاملاً انسانی از زندگی در زندان خواند. مجله آبزرور (The Observer) نوشت که در ایرلند شمالی پسا آتش‌بس… تفکری جدیدی از سوی کسانی ظهور کرد که در جنگ جمهوری‌خواهان دخیل بودند.

### گروه بابی سندز تراست
گروه بابی سندز تراست پس از اعتصاب غذایی سال ۱۹۸۱ ساخته شد که در آن ۱۰ زندانی جمهوری‌خواه به دلیل اعتصاب غذایی علیه حکومت بریتانیا جان خود را از دست دادند. شرکت حقوقی مدین و فینوکین برای این نهاد فعالیت می‌کند که اعضای اساسی آن جری آدامز، دنی موریسون، تام هارتلی، تام کاهیل (متوفی)، ماری موری (متوفی) و دنی دیوانی بودند. مدتی هم دو خواهر بابی هریک؛ مارسیلا و برنادت اعضای نهاد تراست بودند. اعضای فعلی آن، جری آدامز، دنی موریسون، تام هارتلی، جیم گیبنی، برندان بیک مک‌فارلین، سیله داراگ، کارال نی چولین و پیتر مدین هستند.